# Гуџа
Гуџа је била дечија игра коју су играла деца (углавном чобани) у Србији пре Другог светског рата. Најсличнија је хокеју на трави.
Деца би се поделила у две групе; свако би имао дрвену палицу којом би ударао дрвену лопту. Лопту је требало убацити у рупу противничког тима. Победник је била екипа која би постигла више погодака.
Гуџу помиње етнолог Миленко С. Филиповић у својој књизи Таково.